# Nemoleon madegassus
Nemoleon madegassus is een insect uit de familie van de mierenleeuwen (Myrmeleontidae), die tot de orde netvleugeligen (Neuroptera) behoort. 
Nemoleon madegassus is voor het eerst wetenschappelijk beschreven door Navás in 1923.